# حارة مدينة الطيران (صنعاء)

تعديل مصدري - تعديل

مدينة الطيران هي إحدى حارات حي الرحبة بمدينة الروضة شمال العاصمة اليمنية "صنعاء"، بلغ تعداد سكانها 758 نسمة حسب تعداد اليمن لعام 2004.